# Anticlea clara
Anticlea clara là một loài bướm đêm trong họ Geometridae.